# Ronald Duncan
Ronald Frederick Henry Dunkelsbühler, anglicizzato in Duncan (Salisbury, 6 agosto 1914 – Barnstaple, 3 giugno 1982) è stato uno scrittore, poeta e drammaturgo britannico di origini tedesche.

## Biografia
Nato nella Rhodesia Meridionale nel 1914, si trasferì a Londra con la madre Ethel dopo lo scoppio della prima guerra mondiale; il padre morì di influenza nell'odierno Zimbabwe prima della fine della Grande guerra. Studiò letteratura inglese al Downing College dell'Università di Cambridge, ove fu allievo di F.R. Leavis.
Negli anni 1930 divenne un fervente pacifista, scrisse The Complete Pacifist (1936) e i testi della Pacifist March, su musiche di Benjamin Britten. Collaborò nuovamente con Britten alla scena finale di Peter Grimes e come librettista di The Rape of Lucretia. Nel 1937 incontrò Ezra Pound, che lo incoraggiò a fondare la rivista Townsman, che Duncan diresse fino al 1945.
Nel 1945 la sua pièce This Way to the Tomb fu portata al debutto a Londra, seguita l'anno dopo dalla sua traduzione de L'aigle à deux têtes di Jean Cocteau, poi portata in scena negli Stati Uniti da Marlon Brando e Tallulah Bankhead. T.S. Eliot pubblicò le sue poesie durante gli anni 40 e 50. Continuò con la sua attività poetica durante gli anni Sessanta e Settanta, caratterizzata anche da brevi escursioni cinematografiche, che lo portarono a scrivere la sceneggiatura di Nuda sotto la pelle.
Fu sposato con Rose Marie Hansom dal 1941 alla morte e la coppia ebbe due figli.